# Julio Aparicio Martínez
Pour les articles homonymes, voir Julio Aparicio, Aparicio et Martinez.
Julio Aparicio Martínez, né le 13 février 1932 à Madrid (Espagne), est un matador espagnol.

## Présentation
Durant les années 1948 à 1950, Julio Aparicio forme avec « Litri » une pareja (« paire ») qui triomphe dans toutes les arènes d’Espagne. Bien meilleur muletero et meilleur estoqueador que « Litri », Aparicio est l’un des plus grands matadors des années 1950 et du début des années 1960.

## Carrière
- Alternative : Valence le 12 octobre 1950. Parrain, Cagancho ; témoin, « Litri » (qui prendra l’alternative au taureau suivant). Taureaux de la ganadería de Antonio Urquijo.
- Confirmation d’alternative à Madrid : 19 mai 1951. Parrain, Manolo González.

Son fils Julio est lui aussi matador dans les années 1990.